# 青木千鶴
青木 千鶴（あおき ちづる）は、日本の英米文学翻訳家。
翻訳学校「フェローアカデミー」で田村義進に師事。白百合女子大学文学部卒業。

## 翻訳
- 『だらしない人ほどうまくいく』（A perfect mess、エリック・エイブラハムソン,デイヴィッド・H・フリードマン、田村義進共訳、文藝春秋） 2007
- 『CLAW（爪）』（Clow、ケン・ユーロ,ジョー・マック、早川書房、ハヤカワ文庫NV） 2007
- 『最期の旅、きみへの道』（The end of the alphabet、C・S・リチャードソン、早川書房） 2008
- 『レボリューショナリー・ロード : 燃え尽きるまで』（Revolutionary road、リチャード・イエーツ、早川書房、ハヤカワ文庫NV） 2008
- 『おいしいワインに殺意をそえて』（Murder uncorked、ミシェル・スコット、早川書房、ハヤカワ文庫;イソラ文庫） 2009
- 『お行儀の悪い神々』（Gods behaving badly、マリー・フィリップス、早川書房） 2009
- 『湖は餓えて煙る』（Starvation Lake、ブライアン・グルーリー、早川書房、Hayakawa pocket mystery books） 2010
- 『記者魂』（Rogue island、ブルース・ダシルヴァ、早川書房、Hayakawa pocket mystery books） 2011
- 『二流小説家』（The Serialist、デイヴィッド・ゴードン、早川書房、Hayakawa pocket mystery books） 2011、のちハヤカワ文庫[3]
- 『ミステリアス・ショーケース = THE MYSTERIOUS SHOWCASE』（What I've been trying to do all this time. [etc.]、デイヴィッド・ゴードン他、早川書房編集部編、共訳、早川書房 (Hayakawa pocket mystery books） 2012
「ぼくがしようとしてきたこと」（デイヴィッド・ゴードン）
「クイーンズのヴァンパイア」（ディヴィッド・ゴードン）
- 『ミステリガール』（Mystery Girl、デイヴィッド・ゴードン、早川書房、Hayakawa pocket mystery books） 2013 [3]
- 『カンパニー・マン』上・下（The Company Man、ロバート・ジャクソン・ベネット、早川書房、ハヤカワ文庫NV） 2014
- 『雪山の白い虎』（White Tiger on Snow Mountain、デイヴィッド・ゴードン、早川書房） 2014
- 『ブリキの馬』（The Tin Horse、ジャニス・スタインバーグ、早川書房） 2015